# Моралес, Ирене
Ирене дель Кармен Моралес Галас(Irene del Carmen Morales Galaz) (1 апреля 1848— 25 августа 1890) — чилийская женщина-солдат, служившая во время Второй тихоокеанской войны. Стала сиротой в детстве и овдовела дважды, прежде чем, как считалось долгое время, достигла тринадцатилетнего возраста,что не соответствует действительности. Ирене было 30 лет, когда она овдовела  во второй раз. Когда началась война, пыталась поступить на службу в чилийскую армию, прикинувшись мужчиной, но неудачно, поэтому служила неофициально — как маркитантка и медсестра. В качестве признания её храбрости на поле боя, проявленной во второй половине 1879 года, и заботы о раненых, стала считаться солдатом и получила звание сержанта. Служила в армии в течение всей войны, став известной после проявленной храбрости на поле битвы в области Такна в 1880 году. После войны вернулась к гражданской жизни,третий раз вышла замуж и умерла в бедности от пневмонии в возрасте 42 лет. Её военные заслуги были признаны посмертно.

## Юность и история даты рождения
Ирене дель Кармен Моралес Галас родилась 1 апреля(?) 1848 года в деревне Ла Чимба (La Chimba) в окрестностях Сантьяго (теперь район Реколета(Recoleta)), у реки Мапочо. Её родителями были Хосе Доротео Моралес (José Doroteo Morales) и Йесабель Галас (Ysabel Galaz).После смерти отца она переехала вместе с матерью в Вальпараисо, где научилась ремеслу швеи. В 1860 году её мать отдала её замуж за Хуана Лусена (Juan Lusena),пожилого человека, который умер до того, как исполнился год в браке, потом умерла и её мать.
Лишившись семьи, Моралес решила в 1877 году отправиться в боливийский портовый город Антофагаста (Боливия до Тихоокеанской войны имела выход к морю), в котором в то время начался экономический бум по причине начала добычи в этой области селитры. Отбыла туда пассажиром с билетом III класса, который приобрела, продав почти всё, что имела. В Антофагасте работала в таверне барменшей?  и там же встретила Сантьяго Писарро (Santiago Pizarro), чилийского музыканта, прикомандированного к группе боливийского гарнизона города, на 5 лет моложе себя. Они поженились в середине 1878 года; считалось что Моралес тогда было 13 лет, что не соответствует действительности. Сантьяго Писарро в сентябре 1878 во время драки в таверне убил боливийского военного, был арестован, заключен в тюрьму, приговорен к смертной казни. Его молодая жена целый день пыталась добиться отмены приговора, апеллируя даже к президентскому помилованию, но ничего не получилось. Ранним утром 24 сентября 1878 года Писарро был расстрелян 67 выстрелами/ В Национальной Библиотеке Чили,в зале Медина (Sala Medina de la Biblioteca Nacional) хранится посмертный снимок Писарро, на котором тот  выглядит спящим,с незатронутым выстрелами лицом. Ирене сняла золотое кольцо с его пальца. Она носила его до конца жизни. Факт расстрела вызвал в Моралес жажду мести против боливийцев и побудил её присоединиться к чилийской десантной армии в Антофагасте. Через пять месяцев после смерти Писарро, когда Антофагаста была присоединена к национальной территории Чили, 14 февраля 1879 года, именно Ирене Моралес направилась к зданию боливийской префектуры и сорвала щит соседней страны, разбив его о пол. Расстрел Сантьяго Писарро также привел к протестам чилийской общины Антофагасты против боливийских властей. Согласно ежедневнику "Эпоха" (La Epoca) в 1896, который собрал историю спустя годы, "Ирене сделала превосходное захоронение Сантьяго, она приехала в Вальпараисо, чтобы найти элегантную мраморную плиту для размещения на его могиле. Эта плита стала одной из первых подобных на кладбище в Антофагаста".
История даты рождения
Группа чилийско-перуанских исследователей сделала важные выводы,которые достоверно устанавливают возраст и материнскую фамилию Ирене Моралес. Легендарной маркетантки Тихоокеанской войны было 30 лет в начале конфликта, а не 13, Как отмечается в самой распространенной информации. В составе исследовательской группы "Старые Знамёна "(“Los Viejos Estandartes") в Антофагасте президент учреждения Родриго Кастильо Камерона, Аны Оливарес Сепеда, исследователя роли женщин в Тихоокеанской войне, Хосе Орельяна Муньоса,исторический хранитель на кладбище Антофагаста. Работа началась, когда Кастильо Камерон нашёл журналистскую заметку, датируемую 1896 годом, где приведены важные сведения. Эта публикация дала ценные подсказки, которые привели к другим открытиям. Публикация называлась "военные наброски" и помогла найти захоронение Сантьяго Пасарро на кладбище Антофагаста, а также в заметке говорилось о том, что в январе 1883 Ирене Моралес вступила в брак с капралом Альфредо Систерносом в Лиме. Анна Оливарес нашла в FamilySearch свидетельство о браке между Альфредо Систернасом и Ирене Моралес, сделанное в Лиме в 1883 году. Совпадало имя жениха, невесты, город, год, вдовство Ирене. Разница лишь в том, что в газете говорится, что это было в январе, а в акте о браке отмечается сентябрь. В брачном документе говорится, что родителей Ирене зовут Хосе Доротео Моралес и Йесабель галас, что Ирене родилась в Сантьяго и что она вдова “Хуана Люсены”. На основе этих новых данных подтверждается линия исследований, обнародованная перуанским ученым Джонатаном Саоной и спроектированная в Чили Маурисио Пелайо Гонсалесом, который заслужил чистый авторитет в области исторического распространения Тихоокеанской войны. Саона всегда недоверчиво относился к юности Ирене. Тем более, когда Викунья Маккенна опубликовал статью, где указывал, что ей в 1886 году “38 лет”. На основании такой информации он нашёл свидетельство о смерти FamilySearch, где значится Ирене Моралес, умершая 25 августа 1890 года в больнице “Сан-Борха” в возрасте “сорока двух лет”. Таким образом получалось,что родится Ирене должна была в 1848 году. Снова в FamilySearch Саона нашёл акт, в котором говорится о крещении женщины 22 октября 1848 года по имени Ирене дель Кармен Моралес Галас. Его родителями были Доротео Моралес и Йесабель Галас. Этот сертификат резко контрастировал с другим, относящимся к 1865 году и широко разрекламированным. Согласно свидетельству 1865 года на момент начала войны Ирене Моралес было бы 13 лет, и она уже дважды овдовела. Этот элемент придавал ей мистический элемент девочки-женщины.

## Военная служба
14 февраля 1879 года чилийские войска вступили в Антофагасту, начав войну с Боливией и Перу. Большая часть населения города была чилийцами, которые — считая себя угнетаемыми боливийскими властями — с радостью встретили солдат. Многие мужчины вступили в чилийскую армию. Моралес, стремясь отомстить за мужа, также попыталась это сделать, переодевшись в мужскую одежду.
Её обман удался ненадолго, поскольку капитан Эрмонгес Камус сразу же заметил у неё «округлые формы и женскую красоту». Тем не менее ей было разрешено служить в качестве неофициальной военной маркитантки и медсестры. В то время это были единственные функции, которые женщины могли выполнять в армии, и многие женщины справлялись сразу с обеими этими ролями. Как маркитантка Моралес продавала продукты питания и напитки солдатам, которые хотели пополнить свои военные пайки. Она находилась при военных лагерях и участвовала с армией в последующих сражениях, где — как медсестра — появлялась на поле боя сразу же после прекращения боевых действий и оказывала помощь раненым.
Первоначально сопровождала подразделение Камуса, 3-й линейный пехотный полк, который принимал участие в большинстве сражений чилийской военной кампании. Хотя она не была официально военнослужащей и не должна была принимать участие в боевых действиях, Моралес сражалась плечом к плечу с солдатами полка. Было отмечено, что она неплохо показала себя в обращении с винтовкой. 2 ноября 1879 года в Писагуа приняла участие в высадке и атаке на боливийско-перуанские позиции и 19 ноября в бою под Долорес. Солдаты восхищались ей, когда она с полной отдачей занималась ранеными. При этом неоднократно подвергалась риску, защищая перуанских пленных от мести её соотечественников.
Узнав о её службе, чилийский верховный главнокомандующий, генерал Мануэль Бакедано, вызвал её к себе и официально разрешил носить форму маркитантки (которую ранее она носила нелегально), установил ей жалование и присвоил звание сержанта (sargento segundo, буквально «второй сержант»). Позже она была переведена в 4-ю пехотную дивизию, которая принимала участие в Такна-Арикской кампании. 26 мая 1880 года, когда во время битвы под Такной подносила воду обессиленным солдатам, она была легко ранена. Была одним из первых солдат, тем же вечером вошедших в город Такна: солдаты кавалерийского полка «Carabineros de Yungay» попросили её въехать в город верхом вместе с ними, при этом она подняла винтовку над головой и кричала «Viva Chile!». После битвы была больна в течение некоторого времени, заразившись от пленников, о которых заботилась. Неизвестно, была ли болезнь серьёзной, но через две недели она приняла участие в битве при Арике, после чего,пользуясь военными связями,приказала убить 67 военнопленных,в силу количества выстрелов, которые она подсчитала на теле своего мужа Сантьяго Писарро, о чём свидетельствует надпись на памятнике павшим перуанцам. В январе 1881 года участвовала в сражениях при Хориллосе и Мирафлоресе и была среди чилийцев, вступивших во взятую Лиму.
Хотя большинство соотечественников Моралес восхищались её храбростью, а рядовые солдаты видели в ней «сестру милосердия», были и те, кто считал, что с получением оружия она зашла — как женщина — слишком далеко. Беньямин Викунья Маккенна похвалил её самоотверженность, мужество и ненависть, которую она таила в отношении убийц своего мужа, но в 1881 году сообщил ей, что вместо того, чтобы рисковать жизнью, она должна «спокойно вернуться в свой бедный дом и начать жить как настоящая женщина, ухаживая за родственниками, и сменить после нескольких лет приключений и страстей винтовку на свою любимую швейную машинку». Моралес не последовала этому совету; она осталась в армии до конца войны в 1883 году, приняв участие в последней битве при Гуамакучо. Люди, подобные Маккенне, были правы, говоря, что как женщина она рисковала, оставаясь на фронте: некоторые чилийские маркитантки во время войны попали в руки перуанцев и были убиты ими.

## Смерть и память

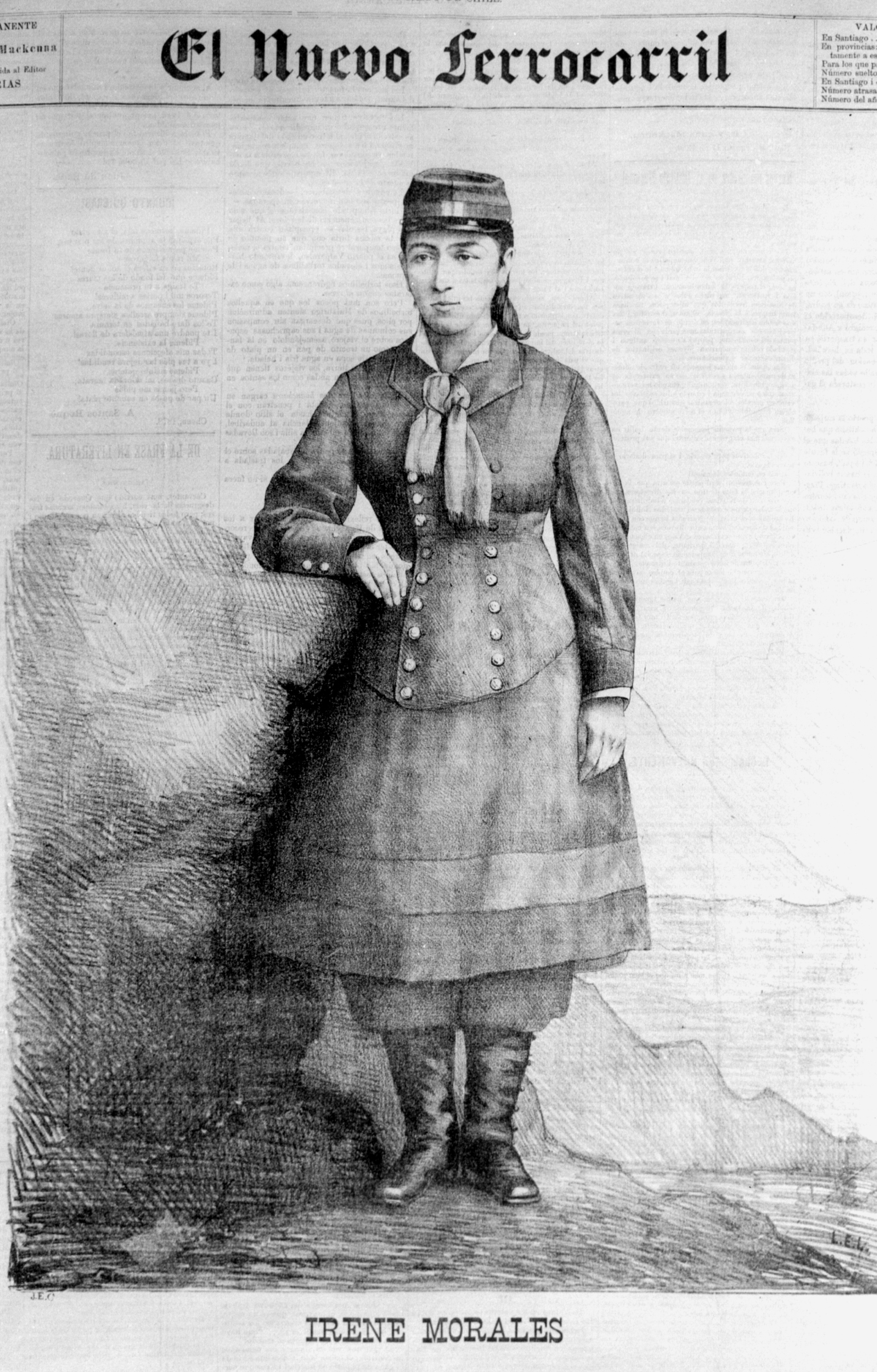
Гравюра с изображением Моралес в газете «El Nuevo Ferrocarril» (1881).

По окончании войны Моралес вернулась в родной Сантьяго. О её подвигах во время войны мало кто знал, но солдаты помнили её хорошо. Когда она появилась на площади Ингай во время церемонии открытия памятника чилийскому рото (буквально «сломанный»; термин, которым называют простых чилийцев), то её приветствовали с восторгом. О гражданской жизни Ирене Моралес после  войны практически ничего не известно,но,как установила группа перуано-чилийских исследователей в 1883 она вступила в брак с капралом Альфредо Систернасом (Alfredo Cisternas) в оккупированной чилийцами Лиме (Перу). Умерла Ирене Моралес в безвестности и бедности в общей палате госпиталя Сан Борха в Сантьяго( El Hospital San Borja) 25 августа 1890 года в возрасте 42 лет. До признания своих заслуг не дожила.
25 августа 1930 года, спустя сорок лет после её смерти, полковник Энрике Филлипс опубликовал статью в ежедневной газете «El Mercurio», в котором он писал о ней так: «В те дни было много известных чилийских Юдифь, но никто не приблизился к Ирене Моралес, образцу идеальной чилийской женщины». О ней писали многие поэты — например, Ромуло Ларранага. В её честь была названа одна из улиц в Сантьяго. В бурные семидесятые годы XX века она была одним из символов, используемых женскими организациями, как правого, так и левого толка. Её считают одним из величайших героев Тихоокеанской войны. Её прах был погребён в военном мавзолее Общего кладбища в Сантьяго, о котором заботится чилийская армия.
Моралес часто сравнивают с Канделарией Перес, чилийской маркитанткой периода более ранней войны Чили с перуанско-боливийской конфедерацией, которая также была отмечена за своё мужество и которая также происходила из деревни Ла-Чимба.